# Veruanus memorabilis
Veruanus memorabilis är en tvåvingeart som beskrevs av Schmitz 1927. Veruanus memorabilis ingår i släktet Veruanus och familjen puckelflugor. Inga underarter finns listade i Catalogue of Life.